# Varas Prietas
Varas Prietas är en ort i Mexiko.   Den ligger i kommunen Amatitlán och delstaten Veracruz, i den sydöstra delen av landet, 400 km öster om huvudstaden Mexico City. Varas Prietas ligger 8 meter över havet och antalet invånare är 136.
Terrängen runt Varas Prietas är mycket platt. Runt Varas Prietas är det ganska glesbefolkat, med 34 invånare per kvadratkilometer. Närmaste större samhälle är Cosamaloapan de Carpio, 15,1 km väster om Varas Prietas. Trakten runt Varas Prietas består till största delen av jordbruksmark.